# Pseudocytospora allantospora
Pseudocytospora allantospora är en svampart som beskrevs av Petr. 1923. Pseudocytospora allantospora ingår i släktet Pseudocytospora, divisionen sporsäcksvampar och riket svampar.   Inga underarter finns listade i Catalogue of Life.